# (30003) 2000 AO236
A (30003) 2000 AO236 a Naprendszer kisbolygóövében található aszteroida. A LINEAR program keretein belül fedezték fel 2000. január 5-én.

## Kapcsolódó szócikk
- Kisbolygók listája (30001–30500)